# Jalutorowsk
Jalutorowsk (russisch Ялуторовск; wiss. Transliteration: Jalutorovsk) ist eine russische Stadt in der westsibirischen Oblast Tjumen mit 36.493 Einwohnern (Stand 14. Oktober 2010). Die Stadt liegt etwa 75 km südöstlich der Gebietshauptstadt Tjumen am Fluss Tobol, sowie an der Strecke der Transsibirischen Eisenbahn am Kilometer 2212.

## Geschichte
Jalutorowsk wurde 1659 als Handelsposten Jalutorowski Ostrog, später Jalutorowskaja Sloboda am Ort einer alten tatarischen Siedlung namens Jawla-Tur gegründet. Eine erste, 1930 jedoch von den Kommunisten geschleifte, Steinkirche wurde 1777 erbaut, 1782 wurde der Siedlung das Stadtrecht verliehen.
Während des gesamten 19. Jahrhunderts war die Stadt ein Verbannungsort, sowohl Teilnehmer des Dekabristen-Aufstandes wie auch polnische Aufständische der Erhebungen von 1830/31 und 1863 wurden nach Jalutorowsk verbannt. Gerade die Dekabristen hatten großen Einfluss auf die kulturelle Entwicklung der Stadt und auch der ganzen Region um Tjumen; der Dekabrist Jakuschkin begründete 1841 die erste richtige Schule für Jungen im Ort, auf seine Initiative ging auch die spätere Gründung der ersten Mädchenschule zurück. Matwei Iwanowitsch Murawjow-Apostol, einzig überlebender Bruder des Dekrabristenführers Sergei Iwanowitsch Murawjow-Apostol, verbrachte die Verbannung ebenfalls in Jalutorowsk, sein Haus dient heute als eines der Gebäude des lokalen Museums.

### Bevölkerungsentwicklung
| Jahr | Einwohner |
| ---- | --------- |
| 1897 | 3.330     |
| 1939 | 13.634    |
| 1959 | 20.188    |
| 1970 | 25.426    |
| 1979 | 32.914    |
| 1989 | 36.841    |
| 2002 | 36.088    |
| 2010 | 36.493    |

Anmerkung: Volkszählungsdaten

## Söhne und Töchter der Stadt
- Sawwa Mamontow (1841–1918), bedeutender Industrieller und Kunstmäzen